# Jocelyn Ahouéya
Jocelyn Ahouéya est un footballeur international béninois né le 19 décembre 1985 à Abomey. Il évolue en tant que milieu de terrain.

## Biographie
Jocelyn Ahouéya participe aux Coupe d'Afrique des nations 2008 et 2010 avec l'équipe du Bénin.
Après sa fin de contrat au FC Sion, il s'engage avec le RC Strasbourg.
A Strasbourg, il dispute 24 rencontres avec l'équipe première, pour un but marqué.

## Palmarès
- Vainqueur de la Coupe de Suisse en 2009 avec le FC Sion.